# NGC 3636
NGC 3636 (również PGC 34709) – galaktyka eliptyczna (E), znajdująca się w gwiazdozbiorze Pucharu. Odkrył ją William Herschel 4 marca 1786 roku.